# آنتونلا آتیلی
آنتونلا آتیلی (ایتالیایی: Antonella Attili؛ زادهٔ ۱۹۶۳) بازیگر اهل ایتالیا است.
از فیلم‌هایی که وی در آن نقش داشته‌است، می‌توان به دوست من، حال همه خوب است، سینما پارادیزو، مسابقه ناعادلانه، تولو تولو و اسب‌ها اشاره کرد.